# إيغل باس
ايجل باس (بالإنجليزية: Eagle Pass)‏ هي مدينة أمريكية تقع في ولاية تكساس. تبلغ مساحة هذه المدينة 19.2 (كم²)، ويبلغ عدد سكانها 27183 نسمة حسب إحصاء سنة 2010 م. تشير إحصاءات سنة 2000م بأن الكثافة السكانية في هذه المدينة تقدر بـ(1170) نسمة/كم2.

## التركيبة السكانية
حدّد مكتب تعداد الولايات المتحدة بيانات التركيبة السكانية لإيغل باس في تعداد الولايات المتحدة. في ما يلي، التركيبة السكانية حسب تعدادي 2000 و2010.

### تعداد عام 2000
بلغ عدد سكان إيغل باس 22,413 نسمة بحسب تعداد عام 2000، وبلغ عدد الأسر 6,925 أسرة وعدد العائلات 5,591 عائلة مقيمة في المدينة. في حين سجلت الكثافة السكانية 911.8 نسمة لكل كيلومتر مربع (2,361.6/ميل2). وبلغ عدد الوحدات السكنية 7,613 وحدة بمتوسط كثافة قدره 309.7 لكل كيلومتر مربع (802.1/ميل2).
وتوزع التركيب العرقي للمدينة بنسبة 72.73% من البيض و0.27% من الأمريكيين الأفارقة و0.39% من الأمريكيين الأصليين و0.76% من الأمريكيين ذوي الأصول الآسيوية و0% من سكان جزر المحيط الهادئ و22.71% من الأعراق الأخرى و3.13% من عرقين مختلطين أو أكثر و94.90% من الهسبانيون أو اللاتينيون من أي عرق.
بلغ عدد الأسر 6,925 أسرة كانت نسبة 51% منها لديها أطفال تحت سن الثامنة عشر تعيش معهم، وبلغت نسبة الأزواج القاطنين مع بعضهم البعض 59% من أصل المجموع الكلي للأسر، ونسبة 18.3% من الأسر كان لديها معيلات من الإناث دون وجود شريك، بينما كانت نسبة 3.4% من الأسر لديها معيلون من الذكور دون وجود شريكة وكانت نسبة 19.3% من غير العائلات. تألفت نسبة 17.7% من أصل جميع الأسر من عدة أفراد يعيشون في نفس المنزل ونسبة 9.5% كانت تتألف من شخص يعيش بمفرده يبلغ من العمر 65 عاماً أو أكثر. وبلغ متوسط حجم الأسرة المعيشية 3.22، أما متوسط حجم العائلات فبلغ 3.69.
بلغ العمر الوسطي للسكان 31.8 عاماً. وكانت نسبة 32.7% من القاطنين تحت سن الثامنة عشر، وكانت نسبة 8.6% بين الثامنة عشر والرابعة والعشرين عاماً، ونسبة 25.5% كانت واقعةً في الفئة العمرية ما بين الخامسة والعشرين والرابعة والأربعين عاماً، ونسبة 19.9% كانت ما بين الخامسة والأربعين والرابعة والستين، ونسبة 12.9% كانت ضمن فئة الخامسة والستين عاماً فما فوق. يوجد لكل 100 أنثى 88.4 ذكر، ويوجد لكل 100 أنثى في الثامنة عشر من عمرها فما فوق 81.7 ذكر.
بلغ متوسط دخل الأسرة في المدينة 23,623 دولارًا، أما متوسط دخل العائلة فبلغ 27,140 دولارًا. وكان متوسط دخل الذكور 26,350 دولارًا مقابل 17,346 دولارًا للإناث. وسجل دخل الفرد الخاص بالمدينة 11,414 دولارًا. وكانت نسبة 26% من العائلات ونسبة 29% من السكان تحت خط الفقر، وكان من هؤلاء نسبة 34% تحت سن الثامنة عشر ونسبة 39.1% في الخامسة والستين من العمر وما فوق.

### تعداد عام 2010
بلغ عدد سكان إيغل باس 26,248 نسمة بحسب تعداد عام 2010، وبلغ عدد الأسر 8,272 أسرة وعدد العائلات 6,517 عائلة مقيمة في المدينة. في حين سجلت الكثافة السكانية 1,067.9 نسمة لكل كيلومتر مربع (2,765.8/ميل2). وبلغ عدد الوحدات السكنية 9,019 وحدة بمتوسط كثافة قدره 366.9 لكل كيلومتر مربع (950.3/ميل2).
وتوزع التركيب العرقي للمدينة بنسبة 88.06% من البيض و0.27% من الأمريكيين الأفارقة و0.37% من الأمريكيين الأصليين و0.55% من الأمريكيين ذوي الأصول الآسيوية و0% من سكان جزر المحيط الهادئ و9.34% من الأعراق الأخرى و1.41% من عرقين مختلطين أو أكثر و95.49% من الهسبانيون أو اللاتينيون من أي عرق.
بلغ عدد الأسر 8,272 أسرة كانت نسبة 47.8% منها لديها أطفال تحت سن الثامنة عشر تعيش معهم، وبلغت نسبة الأزواج القاطنين مع بعضهم البعض 54.3% من أصل المجموع الكلي للأسر، ونسبة 20.1% من الأسر كان لديها معيلات من الإناث دون وجود شريك، بينما كانت نسبة 4.4% من الأسر لديها معيلون من الذكور دون وجود شريكة وكانت نسبة 21.2% من غير العائلات. تألفت نسبة 19.6% من أصل جميع الأسر من عدة أفراد يعيشون في نفس المنزل ونسبة 10.2% كانت تتألف من شخص يعيش بمفرده يبلغ من العمر 65 عاماً أو أكثر. وبلغ متوسط حجم الأسرة المعيشية 3.13، أما متوسط حجم العائلات فبلغ 3.64.
بلغ العمر الوسطي للسكان 33.1 عاماً. وكانت نسبة 31.9% من القاطنين تحت سن الثامنة عشر، وكانت نسبة 8.8% بين الثامنة عشر والرابعة والعشرين عاماً، ونسبة 24.6% كانت واقعةً في الفئة العمرية ما بين الخامسة والعشرين والرابعة والأربعين عاماً، ونسبة 21.5% كانت ما بين الخامسة والأربعين والرابعة والستين، ونسبة 13.3% كانت ضمن فئة الخامسة والستين عاماً فما فوق. وتوزع التركيب الجنسي للسكان بنسبة 47.6% ذكور و52.4% إناث.

## توأمة
لإيغل باس اتفاقيات توأمة مع:
- باتشوكا

## أعلام
- هومر آي. لويس
- ريان جيمس
- جوستين بيريز
- علياء موسى
- كوني دوغلاس ريفيس